# 李鵬飛 (香港)
李鵬飛，CBE，JP（1940年4月24日—2020年5月15日），人稱「飛哥」，香港商界及政界的知名人士，前立法會及行政局議員，自由黨首屆主席，第九、十屆港區全國人大代表；祖籍山東，在抗日战争時期沦陷的煙台出生，於上海及香港長大，曾主持香港有線電視財經資訊台節目《飛常政經》、香港電台電視部節目《議事論事》，及now財經台之時事節目《大鳴大放》，於2018年7月宣布退休，不再主持節目。
2020年5月19日，李鵬飛太太和家人發出訃文，指李鵬飛已在5月15日逝世，享年80歲。

## 生平
1940年生於山東煙台，1940年居於上海，1954年到香港定居，於上海及香港長大。他早年在上海完成小學課程，來港後就讀清水灣香港三育書院（1956年中三）及香港培英中學（1959年中六畢業，在校時是以聖經科的表現較佳），在美國密西根大學取得理學士（工程數學），並於1966年加入洛歇公司成為測試工程主管。1972年返回香港發展。李與太太育有兩子一女。

## 政治生涯
1982年，李鵬飛獲委任為香港生產力促進局主席。
1978年，李鵬飛被港督麥理浩委任進入立法局，1985年被港督尤德委任為行政局議員，1987年至1989年擔任廣播事務管理局主席。1988年更被任命為立法局首席議員。1990年2月6日凌晨，李鵬飛返回沙田九肚山寓所時，在門前遭5名男子持刀斬傷頭部，送院救治，幸傷勢不重。1990年6月，李鵬飛獲香港理工學院（現時的香港理工大學）頒授名譽博士學位。1991年，李與張鑑泉和周梁淑怡等人創立啟聯資源中心，抗衡港同盟在立法局的影響力。前保守黨主席彭定康被任為港督後，李鵬飛與一眾行政局議員立即總辭。1993年創立自由黨，成為創黨主席。自此與香港政府管治階層漸行漸遠。彭定康的普選成份較高的「三違反」政改方案不為中方接受，他與自由黨於是提出與香港政府對抗而中共領導人接受的修正案「九四方案」，但被否決。
李在1995年香港立法局選舉中，贏得新界東北選區的席次。後來被任為臨時立法會的議員，在1998年立法會選舉中，李的名單在新界東選區得3萬多票，在餘額計票下被當時寂寂無名的前綫何秀蘭擊敗，未能取得席次，於是他辭去了自由黨主席一職，自由黨亦在這次選舉的地方選區中全軍盡墨，自由黨直到2004年才再次取得立法會的地區直選席次，後來他亦退出自由黨，政治立場亦由親建制派轉為溫和。
失去立法會席次後，他淡出香港政壇，間中替商業電台主持節目，直至2005年被「封咪」。
李於1998年至2008年擔任全國人大代表。
2003年政府擱置國家安全條例草案（廿三條）後，他以「血洗中環」形容若政府在當年7月9日二讀三讀該草案，場外將不免出現非常混亂的情況，甚至暴力衝突。
李曾長期擔任香港電台論政節目《議事論事》的節目主持，主要負責訪問嘉賓，2018年榮休。
2013年4月24日，李鵬飛參與由前政務司司長陳方安生牽頭成立的組織「香港2020」，討論香港政治制度改革方案，推動2017年落實行政長官普選及2020年立法會普選。
李鵬飛自建制派轉爲親泛民後多次批評親建制派議員的言行，並在時任自由黨副主席張宇人提出的二十元最低工資標準時表示後悔創黨並稱：「當日唔創黨好過創黨！」
2019年爆發反修例風波期間，李鵬飛提醒特首林鄭月娥要「企在香港人一方」。他多次聯署要求政府撤回逃犯修例，並成立獨立調查委員會，徹底找出問題根源，不過特首林鄭月娥未有採納。

## 追思會
2020年6月26日，追悼會在灣仔香港會議展覽中心君爵廳舉行。場內佈置以白色為主，中間擺放李鵬飛的遺照，兩旁有電子屏幕播放他生前的訪問及生活片段，並不設任何儀式。多名高官、政商界人士均有出席，行政長官林鄭月娥、前政務司司長張建宗、律政司司長鄭若驊、多名建制及民主派議員，立法會主席梁君彥、首位華人市政局主席張有興、前律政司司長黃仁龍、行政會議前召集人夏佳理、公務員事務局前局長俞宗怡等。自由黨的前黨友周梁淑怡陪同李的遺孀蔡婉霞出席追悼會。而多名政商界人士和多間大學校長致送花牌。

## 成綬三／陳壽山事件
商業電台邀請李鵬飛主持《風波裡的茶杯》，但只做了短短十三天。成綬三／陳壽山事件發生於2004年5月，前中英聯合聯絡小組中方代表成綬三在5月18日晚上致電給李鵬飛，大談李某家人的近況，說他「太太很賢淑」、「女兒很漂亮」。翌日，李鵬飛就以不想和其他名嘴一般、家人受到滋擾為由，辭去電台節目主持的職務。
到了2004年5月27日，李鵬飛出席立法會的特別會議，在會上他公開了這件事，並表示他以為來電者是一位叫陳壽山的退休內地高官。事後，成綬三則公開表示他就是電話中的「陳壽山」（兩個名字在普通話讀音相近），目的只是為了敍舊，並否認是由中央指派。
但李鵬飛不同意成某的說法，並指他根本不認識成某。
2004年7月28日，李鵬飛在電台節目風波裏的茶杯上責罵俞琤，但被俞琤稱為「棄兵曳甲的長者」。

## 榮譽

### 勳銜
- 非官守太平紳士（1980）
- OBE（1982）
- CBE（1988）

### 榮譽博士
- 香港理工學院工程學榮譽博士（1990）
- 香港中文大學法學榮譽博士（1990）

## 著作
- 《風雨三十年一李鵬飛回憶錄》（香港2004年6月初版）（ISBN 988-97754-3-3）

## 名下馬匹
李鵬飛為香港賽馬會會員，曾經擁有多匹馬，包括個人名下的山東名將、山東文豪、東海龍、草原團體名下的好好機會、草原勇士，並於1990年代曾與已故香港立法局議員張鑑泉合資擁有『利港基』。